# 설현빈
설현빈(한국 한자: 楔賢彬, 2001년 8월 7일 ~ )는 대한민국의 축구 선수이다. 포지션은 골키퍼로 현재 부천 FC 1995 소속이다.

## 클럽 경력
울산대학교 축구부 출신으로, 2022 시즌을 앞두고 K리그1의 울산 현대에 자유선발로 통해 입단하였다.
2024 시즌을 앞두고 부천 FC 1995로 이적하였다.

## 플레이 스타일
선방과 공중볼 처리 등 포지션 역할에 유리한 체격을 갖춘 선수다. 특히 대학시절 신체조건과 반사 신경을 기반으로 활약을 펼쳐 2020년 U-19 연령별 대표팀에 선발되기도 했다.

## 가족 관계
설현빈의 친형은 경남 FC에서 뛰고 있는 설현진이다.